# 中山勝政
中山 勝政（なかやま かつまさ、生年不明 - 永禄2年（1559年）?）は、戦国時代の武将。浦上氏の家臣。備中守。
不正確な記述が多い江戸時代の地誌や軍記物などで中山信正と記されてきたが、天文年間の終わりから永禄年間の初めごろ（おおむね1540年代後半から1550年代）に中山備中守が穝所久経に充てた書状が発見され、その中で「勝政」という署名と花押があるのが確認されたことで、実名は勝政であることが有力となった。
勝政の父と見られる晴政は、山科家領備前国居都庄の代官備前薬師寺氏の一族ないし部下として年貢の京進を行っており、この時代から宇喜多氏と関わりがあった。
勝政は浦上政宗・宗景兄弟対立の中で沼城を領する国人領主であったが、最後に活動が確認される永禄2年（1559年）8月29日以後、兄弟の和睦に際して島村盛貫とともに永禄5年（1562年）末の間に殺害された（播磨浦上事、如御存知、兄弟不和に候つるか、……就夫渦中之者、一両人生害さセ候由候「大友宗麟書状 田村文書」）。備前を完全に影響下に置こうとした宗景にとって邪魔であったと見られる。この直後に浦上宗景は居都庄を押領しており、数年後には山科家にその代官として認められている。
説話などでは、「娘を宇喜多直家に娶らせることによって直家の策謀から逃れようとしたが、浦上氏の征服を図る直家によって謀反の容疑をかけられ、永禄2年（1559年）に直家によって暗殺された。死後、その所領は直家に奪われた」などとされたが、浦上氏や毛利方による在来勢力の排除が「直家による暗殺」として責任転嫁されたものの一つである。